# Zwartka Wendta
Zwartka Wendta, kryptokoryna Wendta,  (Cryptocoryne wendtii) – gatunek błotnej i wodnej rośliny z rodziny obrazkowatych. Pochodzi ze Sri Lanki

## Zastosowanie
Jest uprawiana w akwariach. Występuje wiele odmian: brązowa, czerwona; roślina akwariowa sadzona w przedniej i środkowej części akwarium, tworzy ładne skupiska roślin, rozmnaża się poprzez kłącza, jest dość łatwa w uprawie, pH wody: 5,5-9; wymagania świetlne przeciętne, temperatura wody 20-30 °C, dorasta do ok. 20-25 cm.